# (1917) Куйо
(1917) Куйо (исп. Cuyo) — небольшой околоземный астероид из группы Амура (III), который входит в состав семейства Алинды и характеризующийся сильно вытянутой орбиты. Он был открыт 1 января 1968 года аргентинскими астрономами Карлосом Сеско и A. G. Samuel в обсерватории Эль-Леонсито и назван в честь географического региона Куйо на западе Аргентины.

Орбита астероида Куйо и его положение в Солнечной системе
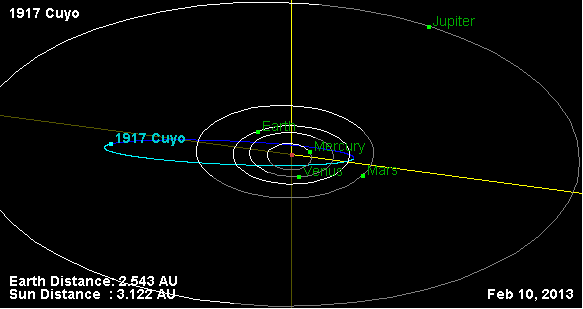
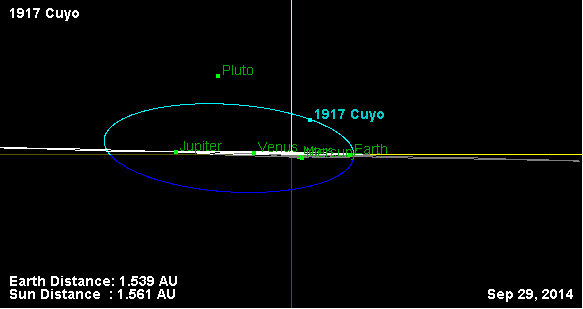
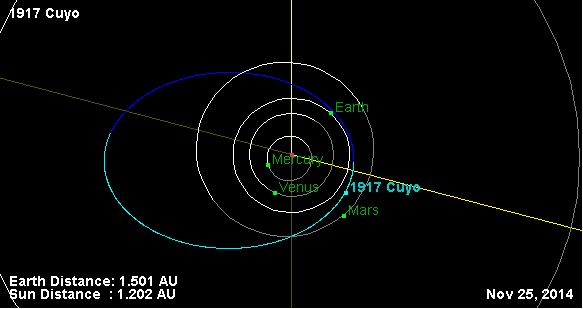